# Bob ten Hoope
Cornelis Jan (Bob) ten Hoope (Bussum, 14 februari 1920 − aldaar, 18 januari 2014) was een Nederlands schilder, tekenaar en etser.

## Biografie
Vanaf 1935 volgde Ten Hoope verscheidene opleidingen in Amsterdam waaronder aan de latere Gerrit Rietveld Academie. Hij was een studiegenoot van Karel Appel en de twee schilders hebben elkaar over en weer geportretteerd. Hij werkte voornamelijk in het Gooi, in zijn geboorteplaats en tientallen jaren in Frankrijk (Pont-en-Royans). 
Hij was lid van de Beroepsvereniging van Beeldende Kunstenaars (BBK), de Vereeniging van Beeldende Kunstenaars Laren-Blaricum, Kunstenaarsvereniging De Onafhankelijken en van Le Carrefour.  Een vriendenkring bestaat in de vorm van de stichting vrienden van Bob ten Hoope.

## Werken
Bob ten Hoope schilderde voornamelijk (naakt)portretten, figuren en landschappen. 

## Tentoonstellingen
Bob ten Hoope exposeerde in 1949 voor 't eerst, in Hotel Hamdorff en later ook in het Singer Museum te Laren; in dat laatste museum werd na zijn overlijden op 27 januari 2014 een herdenkingsbijeenkomst gehouden. 
Sinds juli 2021 is in het voormalig Karmelietenklooster in Beauvoir-en-Royans een permanente tentoonstelling van zijn werk ingericht.

## Prijzen en onderscheidingen
In 1956 ontving Bob ten Hoope de Prix du Carrefour en later de Prix Arts et Lettres. 
Hij werd in 2010 onderscheiden met de Jan Hamdorffprijs, een tweejaarlijkse oeuvreprijs van de gemeente Laren en werd toen ook ridder in de Orde van Oranje-Nassau.
- RKD-Nederlands Instituut voor Kunstgeschiedenis: 39609
- Union List of Artist Names: 500101162
- Virtual International Authority File: 96430887